# Wuhan World Trade Tower
Le Wuhan World Trade Tower, achevé en 1998, est un gratte-ciel situé à Wuhan, la capitale du Hubei en Chine.
Cette tour a été le plus haut immeuble de la ville, jusqu'au moment où le Minsheng Bank Building, ouvert en 2006, ne la dépasse.